# Font de la Santa Creu d'Ollers

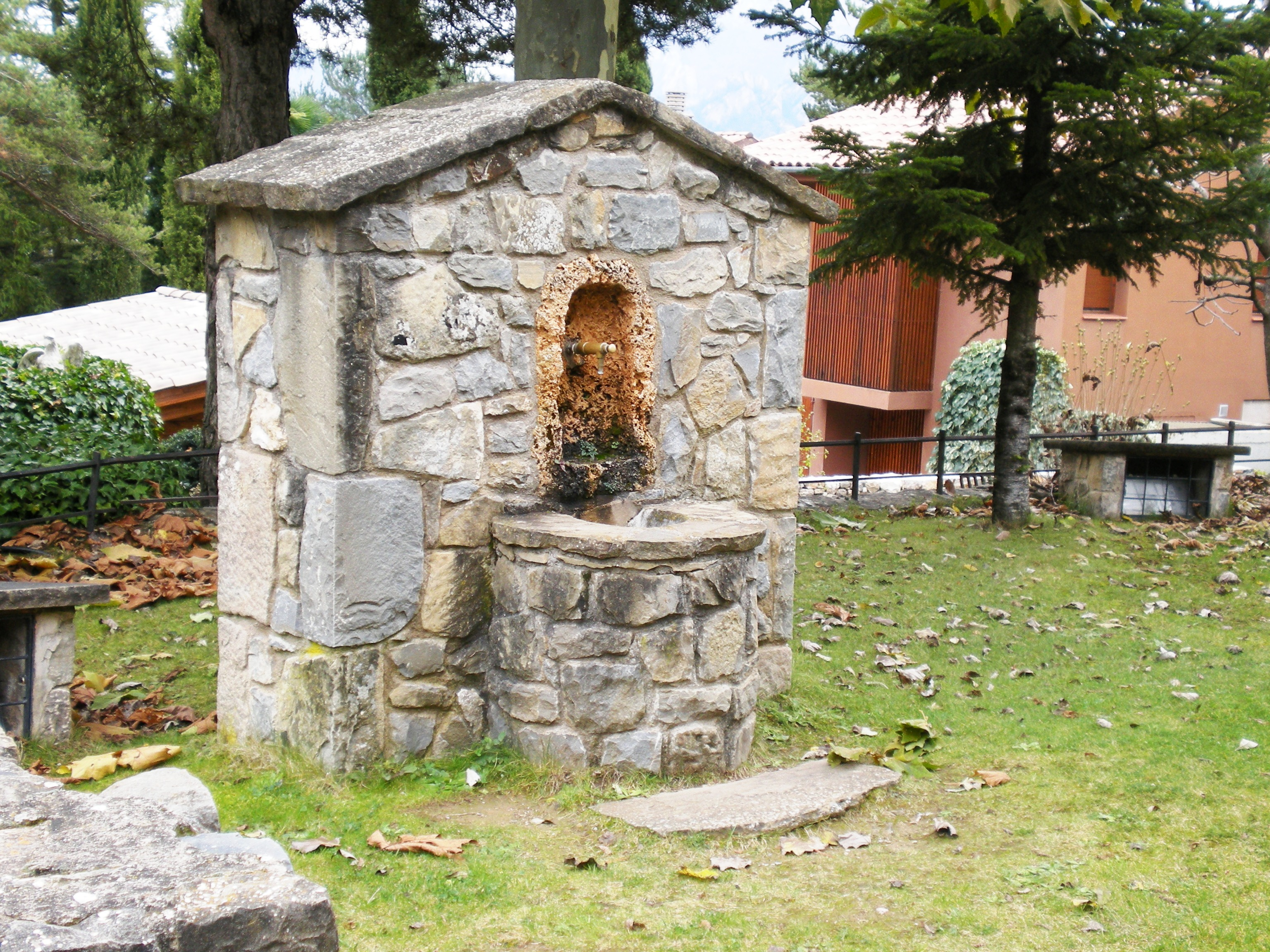
Font de la capella de la Santa Creu dels Ollers

La font de la Santa Creu dels Ollers és una font canalitzada, obrada en pedra i amb aixeta de polsador del municipi de Guixers que es troba davant de l'absis de l'ermita de la Santa Creu d'Ollers.